# Fondé de pouvoir
Un fondé de pouvoir est une personne qui est autorisée à agir à la place d'une autre en vertu d'un contrat de mandat, notamment en droit des sociétés.

## Droit par pays

### Droit canadien
En droit des sociétés canadien, l’actionnaire habile à voter lors d’une assemblée peut, par procuration, « nommer un fondé de pouvoir ainsi que plusieurs suppléants qui peuvent ne pas être actionnaires, aux fins d’assister à cette assemblée et d’y agir dans les limites prévues à la procuration », d'après l'article 148 (1) de la Loi canadienne sur les sociétés par actions. Les règles relatives aux procurations d'actionnaires sont prévues aux articles 147 à 152 LCSA. L'article 152 (2) LCSA  précise que le fondé de pouvoir ou un suppléant a, en ce qui concerne la participation aux délibérations et le vote par voie de scrutin, les mêmes droits que l’actionnaire qui l’a nommé; mais en cas d'instructions contradictoires de ses mandants ne peut prendre part à un vote à main levée. Dans la version anglaise de la loi, le fondé de pouvoir est appelé proxy. 
La Loi sur les sociétés par actions du Québec prévoit des règles équivalentes aux articles 170 à 173 LSA. L'art. 170 LSA affirme que tout actionnaire peut se faire représenter à une assemblée par un fondé de pouvoir et l'actionnaire est ainsi. L'art. 171 LSA énonce que toute personne peut être fondé de pouvoir. L'art. 172 al.2 LSA indique qu'outre la date, la procuration indique le nom du fondé de pouvoir. L'art. 173 LSA affirme que le fondé le pouvoir a les mêmes droits que l'actionnaire, mais qu'il ne peut pas prendre part à un vote à main levée s'il a reçu des instructions contradictoires de la part des actionnaires qu'il représente. 
Dans la Loi sur la publicité légale des entreprises, l'art. 26 LPL oblige l'assujetti qui n'a ni domicile ni établissement au Québec à désigner un fondé de pouvoir qui y réside, à moins qu'il ne soit dispensé. L'art. 28 LPL  prévoit que le fondé de pouvoir représente l’assujetti pour les fins des règles de la Loi sur la publicité légale des entreprises et que toute procédure exercée contre l'assujetti peut être notifiée au fondé de pouvoir. L'art. 33 al. 2 par. 5 LPL énonce que la déclaration d'immatriculation contient les nom et adresse du fondé de pouvoir de l'assujetti. L'art. 55 LPL  prévoit que le fondé de pouvoir est l'une des personnes qui peuvent produire la déclaration de radiation. L'art. 98 par. 9 LPL prévoit que les renseignements présents à l'état des informations qui font preuve de leur contenu en faveur des tiers de bonne foi, ce qui inclut le nom et l'adresse du fondé de pouvoir.
Dans le Code civil du Québec, le législateur utilise plutôt le terme mandataire et les règles relatives au contrat de mandat (art. 2130 ss. C.c.Q. ) sont pertinentes pour analyser les obligations des fondés de pouvoir.

### Droit français
Selon le Dictionnaire juridique de Serge Braudo, « fondé de pouvoir » est « l'appellation donnée aux fonctions de certaines personnes appartenant généralement au personnel de direction ou à des membres de l'encadrement, en particulier dans les sociétés financières, qui ont reçu le mandat de négocier et de conclure des opérations importantes. Leur signature engage l'entreprise».